# پلوتسکاو
پلوتسکاو (به آلمانی: Plötzkau) یک شهر در آلمان است که در زالتسلاندکرایس واقع شده‌است. پلوتسکاو ۱٬۳۷۷ نفر جمعیت دارد.